# Philoxenos (Hyparch)
Philoxenos (altgriechisch Φιλόξενος) war ein makedonischer Gefolgsmann Alexanders des Großen im 4. vorchristlichen Jahrhundert.
Philoxenos wurde 331 v. Chr. von Alexander zum obersten Zivilverwalter (hyparchos) der Länder „Asiens diesseits des Tauros“ ernannt, also der eroberten Provinzen Kleinasiens. Zuvor hatte er die Verwaltung der Heereskasse innegehabt, als Nachfolger des im Spätjahr 333 v. Chr. erstmals geflohenen Harpalos, der sie aber nach seiner Rückkehr 331 v. Chr. wieder übernehmen durfte. Der Aufgabenbereich Philoxenos’ in Kleinasien erstreckte sich hauptsächlich auf die Finanzverwaltung, wie die Eintreibung der Kriegssteuer (syntaxis) bei den Griechenstädten Ioniens. Aber auch Kompetenzen einer zivilen Ordnungsmacht fielen ihm zu; so verhaftete er die Mörder des Tyrannen Hegesias von Ephesos, die er in Sardes einsperrte. Um 330 v. Chr. ließ er Alexander zwei Sklavenjungen zuschicken, die er wegen ihrer Schönheit ausgewählt hatte. Der König wies diese Offerte entrüstet zurück.
Inwiefern der hyparchos Philoxenos mit dem im Jahr 322 v. Chr. auftretenden gleichnamigen Satrapen von Karien identisch war, ist umstritten. Ausgeschlossen wird allerdings eine gemeinsame Identität mit dem 320 v. Chr. auftretenden Satrapen von Kilikien.